# Schaddadiden
Die Schaddadiden (armenisch շեդդադյանները; arabisch شداديون Šaddādiyyūn) waren eine islamische Dynastie kurdischer Herkunft, die von 951 bis ca. 1174 über Teile von Armenien und Aserbaidschan herrschte. In ihrer Glanzzeit kontrollierte sie das gesamte Gebiet zwischen den Flüssen Kura und Aras, ihre Hauptstädte waren Dvin, Gandscha (Gəncə) und Ani.

## Herkunft

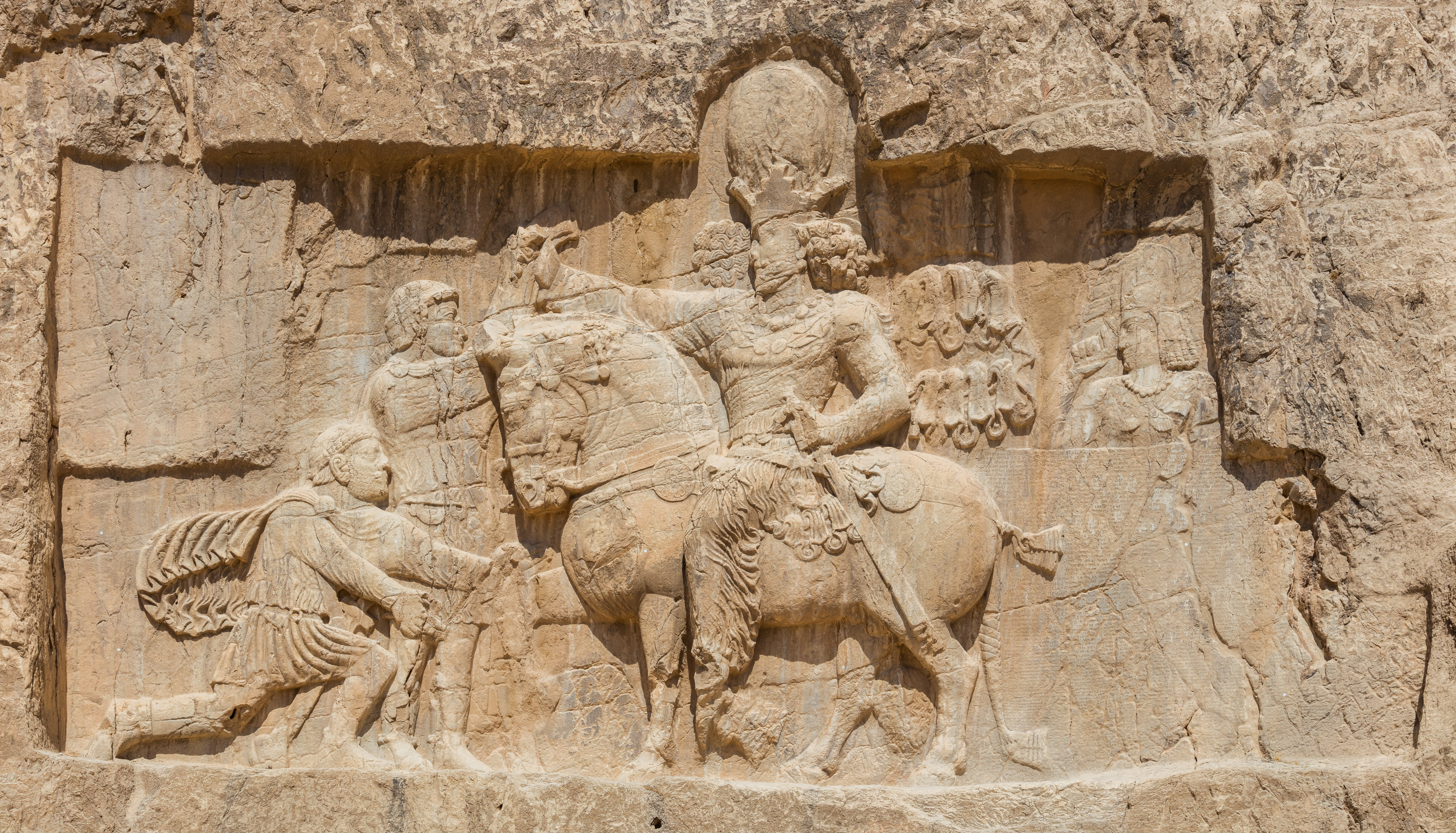
Shapur der Erste und Valerian

Die Schaddadiden strebten nach einer glanzvolleren Herkunft als die der kurdischen Stammesangehörigen. Die Namen von Abu’l-Ḥasan Laškaris Söhnen—Manučehr, Anušervān, Gudarz (Gōdarz) und Ardašir—weisen auf ein Interesse hin, sich mit der vorislamischen iranischen Vergangenheit zu verknüpfen. Dieses Interesse teilten die Schaddadiden mit vielen Dynastien dieser Zeit. Tatsächlich lobt Qaṭrān die Schaddadiden als Nachkommen der Sasaniden (Kasravi, S. 237). Wir wissen jedoch sehr wenig über kulturelle Errungenschaften, zu denen die Schaddadiden beigetragen haben, im Gegensatz zu anderen Dynastien, die sich als Erben vorislamischer iranischer Traditionen legitimieren wollten. Qaṭrān erwähnt einen Palast, der von Abu’l-Ḥasan Laškari gebaut wurde und als Laškari-ābād bekannt ist. Der gleiche Emir förderte den Dichter, ebenso wie mehrere seiner Beamten, wie der Armeekommandant (sepahdār) Abu’l-Yosr. Auch Fażlun scheint einer von Qaṭrāns Gönnern gewesen zu sein, obwohl der erwähnte Fażlun möglicherweise Fażl II b. Abi’l-Aswār war (Kasravi, S. 239-44, 258-61). Neben den iranischen Traditionen war der Einfluss der armenischen Nachbarn und Verwandten der Schaddadiden stark, daher das Auftreten typisch armenischer Namen wie Ašoṭ unter den Mitgliedern der Dynastie. Qaṭrān betont sogar die armenische Abstammung der Dynastie und nennt Fażlun „den Ruhm der Bagratidenfamilie“ (Kasravi, S. 261).

## Geschichte

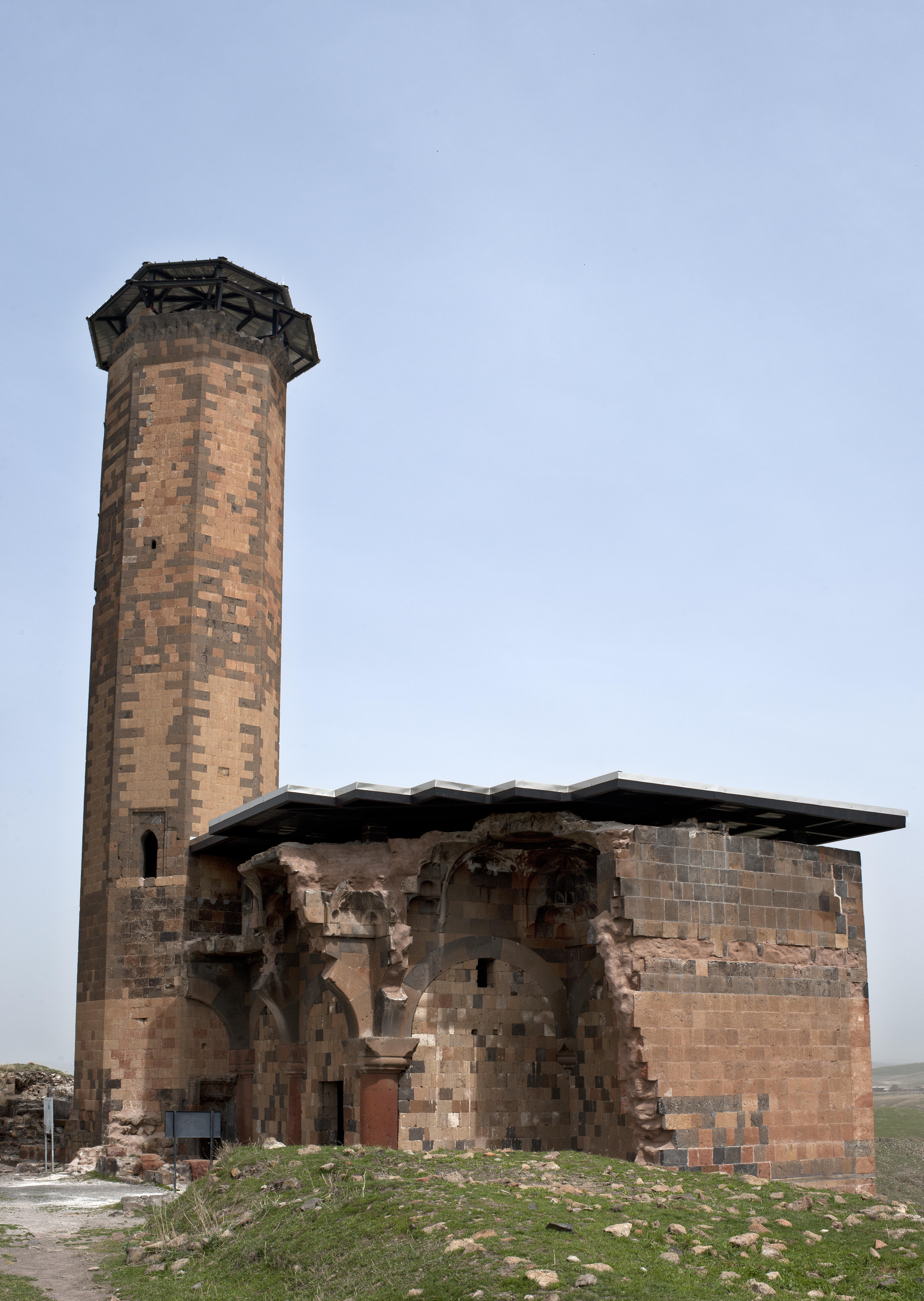
Die Manutschihr-Moschee in Ani um 1072 zeugt vom umfangreichen Bauprogramm des ersten Schaddadiden-Emirs der Stadt.

Im Jahr 951 eroberte Muhammad ibn Schaddad die Stadt Dvin, wurde aber später wieder von dort vertrieben. Er floh ins armenische Vaspurakan. Sein ältester Sohn Ali Laschkari eroberte 971 die wichtige Stadt Gandscha und beendete den Einfluss der Musafiriden in Arrān. Er dehnte sein Gebiet im Norden bis nach Schamkur (Şəmkir) und im Osten bis nach Barda (Bərdə) aus. Nach einer kurzen Herrschaft von Marzuban ibn Muhammad, dem Bruder Laschkaris, wurde Fadl I. ibn Muhammad neuer Emir. Fadl hatte mehrere Konflikte mit den armenischen Nachbarreichen. Er eroberte von ihnen 1022 Dvin zurück und besetzte das Gebiet westlich von Schamkur. Sein Krieg gegen die armenischen Bagratiden und Georgier dauerte mehrere Jahre, doch wurde Fadl I. im Jahr 1030 schließlich vernichtend geschlagen. Er ließ im Jahr 1027 eine Brücke über den Aras bauen, um womöglich das Land der Rawadiden jenseits des Flusses zu erobern. Fadl prägte als einziger Schaddadide eigene Münzen, die Prägestätte war zuerst in Barda und wurde später nach Gandscha verlegt. Unter seiner langen Herrschaft blühten die Schaddadiden auf.

## Kriege

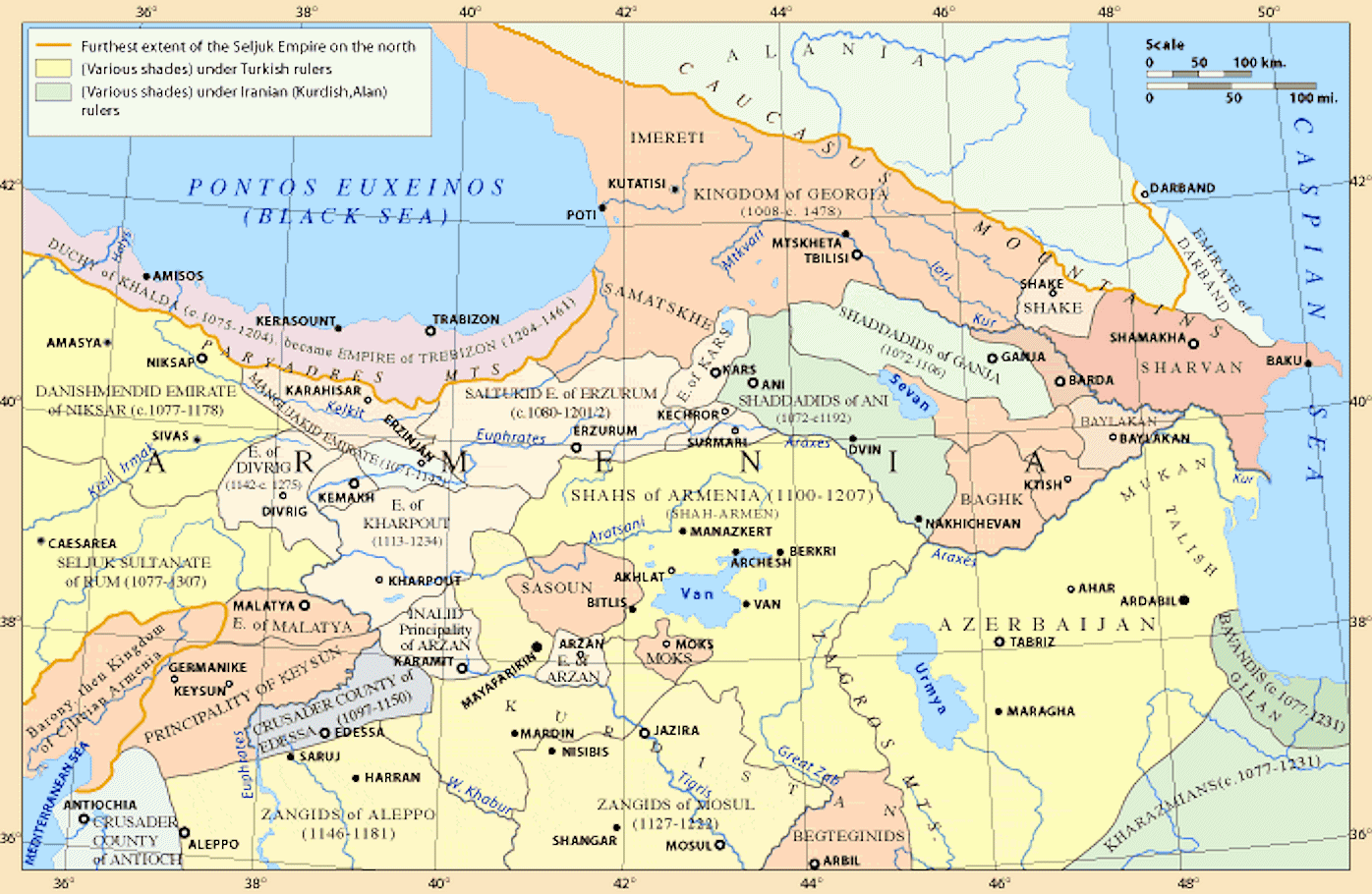
Die Besitzungen der Schaddadiden im 11. und 12. Jh.

Das politische Gefüge der Region wurde damals durch den Druck der Byzantiner und die Raubzüge der türkischen Seldschuken instabil und chaotisch. So griffen die Seldschuken um 1046 Gandscha an; die Stadt konnte nur durch die Hilfe von Byzantinern und Georgiern gerettet werden. Der Schaddadide Abu l-Asvar Schavur, der seit 1022 die Nebenlinie der Dynastie in Dvin führte, übernahm 1050 auch in Gandscha die Herrschaft und regierte bis 1067. Er war der letzte große, unabhängige Emir der Schaddadiden. Obwohl er mit der Schwester des armenischen Königs verheiratet war, erlangte er als Glaubenskämpfer gegen die Ungläubigen großes Ansehen. Doch Abu l-Asvar musste sich 1054 dem Seldschuken-Sultan Toghril-Beg beugen und wurde zu dessen Vasall. Er beteiligte sich an den Einfällen der Seldschuken in Anatolien und Armenien und kämpfte gegen die Schirwanschahs im Norden seines Reiches sowie gegen die Alanen. Die Schaddadiden mussten am Ende des 11. Jh. ihr Reich an die Seldschuken abtreten und bekamen 1072 die alte bagratidische Hauptstadt Ani als neues Herrschaftsgebiet zugeteilt. Die Geschichte der Seitenlinie von Ani ist nur bruchstückhaft bekannt. Der georgische König Dawit IV. der Erbauer eroberte Ani 1124, doch gewann Fadl IV. die Stadt 1125 zurück. Zusätzlich eroberte er Dvin und Gandscha. Trotzdem blieben die Schaddadiden in Ani unter georgischer Oberherrschaft. Nachdem die Georgier Fadl V. 1161 aus Ani vertrieben und die Stadt 1174 Schahanschah entrissen hatten, verschwanden die Schaddadiden gegen Ende des 12. Jh. schließlich aus den geschichtlichen Quellen. Ein letztes Mitglied der Dynastie ist in einer persischen Inschrift in Ani für 1199 belegt, für jenes Jahr, in dem Ani endgültig an Georgien fiel.

## Verbindung zu den Laskaris

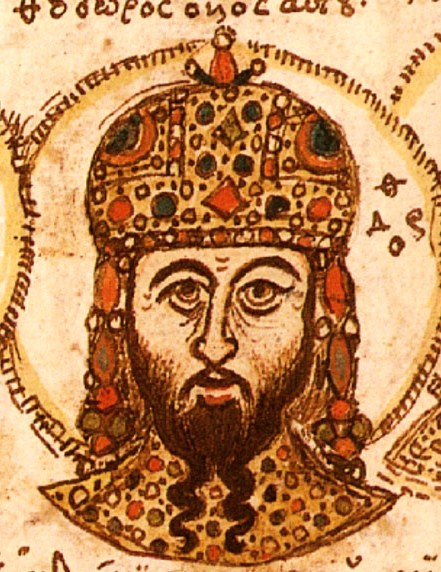
Theodore I Laskaris

Die Familie Laskaris, die im 12. Jahrhundert an Bedeutung gewann und sich mit der herrschenden Dynastie der Komnenoi verschwägerte, stammte möglicherweise von einem ausländischen Großgrundbesitzer ab, der im 11. Jahrhundert in Byzanz eingebürgert wurde und aus der Schaddadiden-Familie stammte, die über Dvin und Gandscha in Armenien herrschte.

## Herrscherliste
in Dvin und Gandscha:
- Muhammad ibn Schaddad (951–971)
- Ali I. ibn Muhammad Laschkari (971–978)
- Marzuban ibn Muhammad (978–986)
- Fadl I. ibn Muhammad (986–1031)
- Abu l-Fath Musa ibn Fadl I. (1031–1034)
- Ali II. Lashkari ibn Musa (1034–1049)
- Anuschirvan ibn Ali II. Laschkari (1049)
- Abu l-Asvar Schavur I. ibn Fadl I. (1049–1067)
- Fadl II. ibn Schavur I. (1067–1073)
- Aschot ibn Schavur I. (1067)
- Fadl III. ibn Fadl II. (1073–1075)

in Ani:
- Manutschihr (1072–1118)
- Abu l-Asvar Schavur II. (1118–1124)
- Fadl IV. ibn Schavur II. (1125–?)
- Chuschtschihr (1131–?)
- Mahmud (?)
- Schaddad (um 1154)
- Fadl V. (1155–1161)
- Schahanschah ibn Mahmud (1164–1174)